# Ralph von Egidy

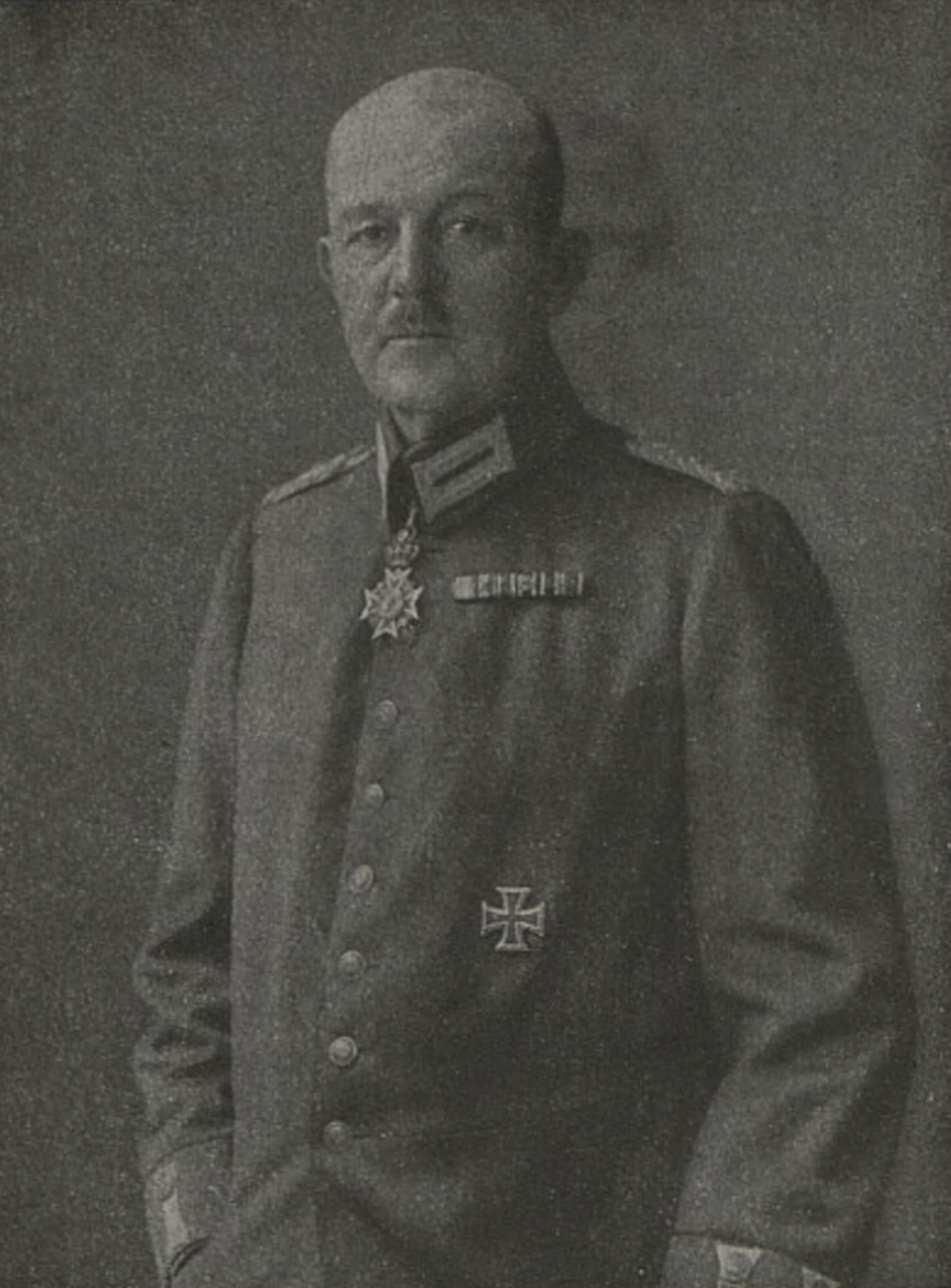
Ralph von Egidy (c. 1918)

Christoph Ralph von Egidy (* 20. August 1867 in Leipzig; † 24. Mai 1955 in Sögeln) war ein deutscher Generalmajor.

## Leben
Christoph Ralph von Egidy stammte aus dem Adelsgeschlecht von Egidy und war der zweitälteste Sohn des sächsischen Hauptmanns Christoph Ralph von Egidy (1841–1870) und der Klara, geborene von Crayen.
Egidy trat am 2. April 1888 als Fahnenjunker in das 1. Leib-Grenadier-Regiment Nr. 100 der Sächsischen Armee ein und wurde dort am 22. November 1888 zum Fähnrich ernannt. Es folgten am 7. September 1889 sowie am 25. Februar 1897 Beförderungen zum Sekonde- bzw. Premierleutnant. Einen Tag nach seiner Beförderung zum Hauptmann übernahm Egidy als Chef eine Kompanie in seinem Regiment. Unter gleichzeitiger Beförderung zum Major am 1. Oktober 1912 versetzte man ihn in den Regimentsstab.
Mit Ausbruch des Ersten Weltkriegs und der Mobilmachung wurde Egidy zum Kommandeur des II. Bataillons des Reserve-Grenadier-Regiments Nr. 100 ernannt und seine Einheit an die Westfront verlegt. Dort kam er während der Schlacht an der Marne zum Einsatz und fungierte ab Mitte November 1914 als militärischer Begleiter des Prinzen Ernst Heinrich von Sachsen. Ab 8. September 1916 führte er das Reserve-Infanterie-Regiment Nr. 101 und wurde ein halbes Jahr später Kommandeur des Reserve-Grenadier-Regiments Nr. 100. Während der Dritten Flandernschlacht bewährte er sich mehrfach, am 13. Oktober 1917 wurde er zum Oberstleutnant befördert. Während der Meuse-Argonne-Offensive wurde Egidy am 12. Oktober 1918 verwundet und erlebte das Kriegsende im Lazarett.
Nach seiner Gesundung stellte man ihn zunächst zur Disposition, setzte ihn ab 26. Januar 1919 als Stabsoffizier beim Landwehr-Bezirkskommando I in Dresden ein und beförderte ihn am 28. November 1919 zum Oberst. Egidy wurde schließlich am 31. Januar 1920 in den Ruhestand verabschiedet.
Anlässlich des 25. Jahrestages des Weltkriegsbeginns erhielt er am sogenannten Tannenberg-Tag, den 27. August 1939, den Charakter als Generalmajor verliehen.

## Auszeichnungen
- Eisernes Kreuz (1914) II. und I. Klasse
- Pour le Mérite am 31. Oktober 1918[1]
- Ritterkreuz des Militär-St.-Heinrichs-Ordens am 15. Oktober 1914[2]
- Komtur II. Klasse des Militär-St.-Heinrichs-Ordens am 7. September 1917[3]